# Establo Hidenoyama

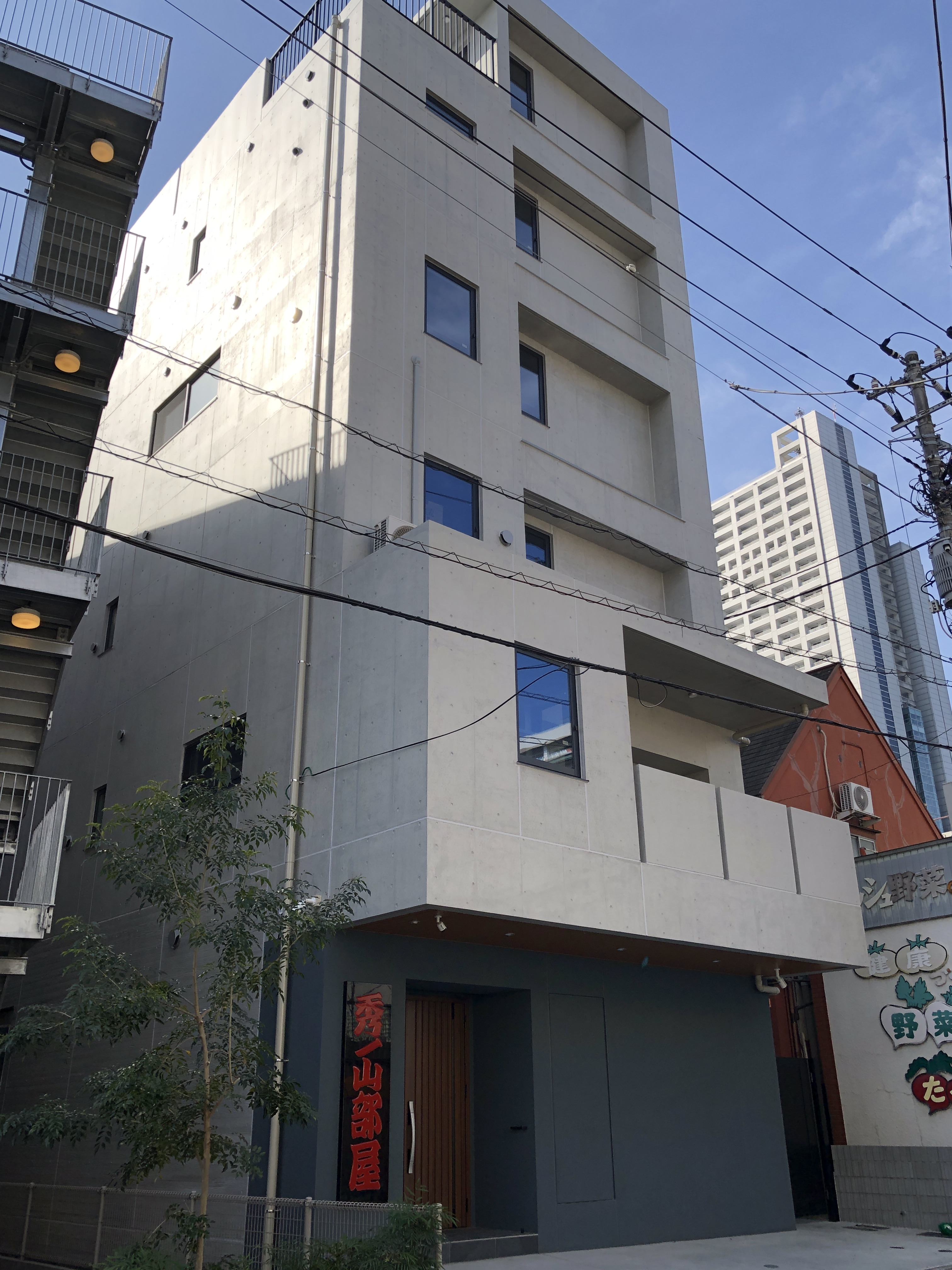
Fachada exterior del Establo Hidenoyama

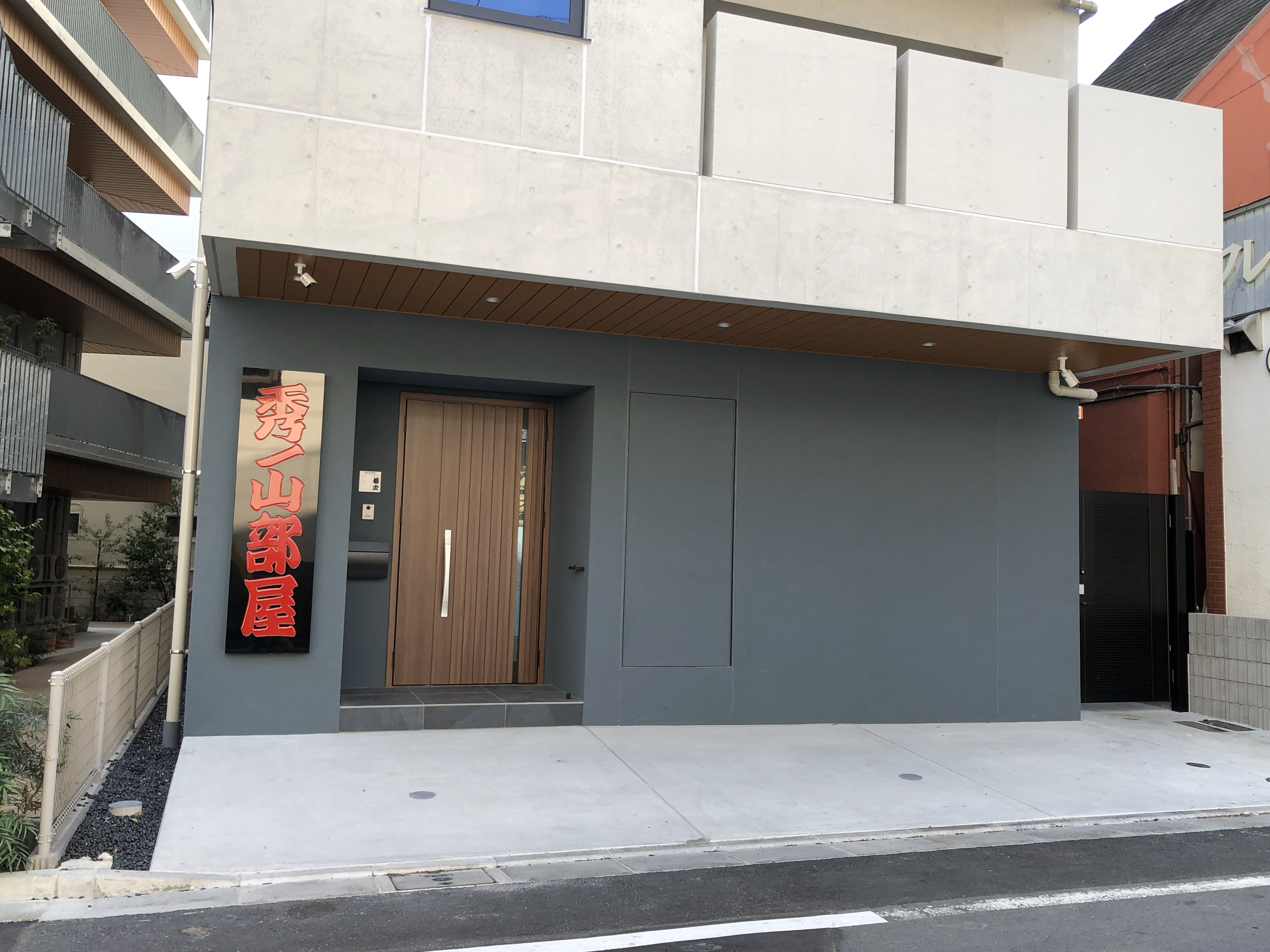
Entrada principal del Establo Hidenoyama

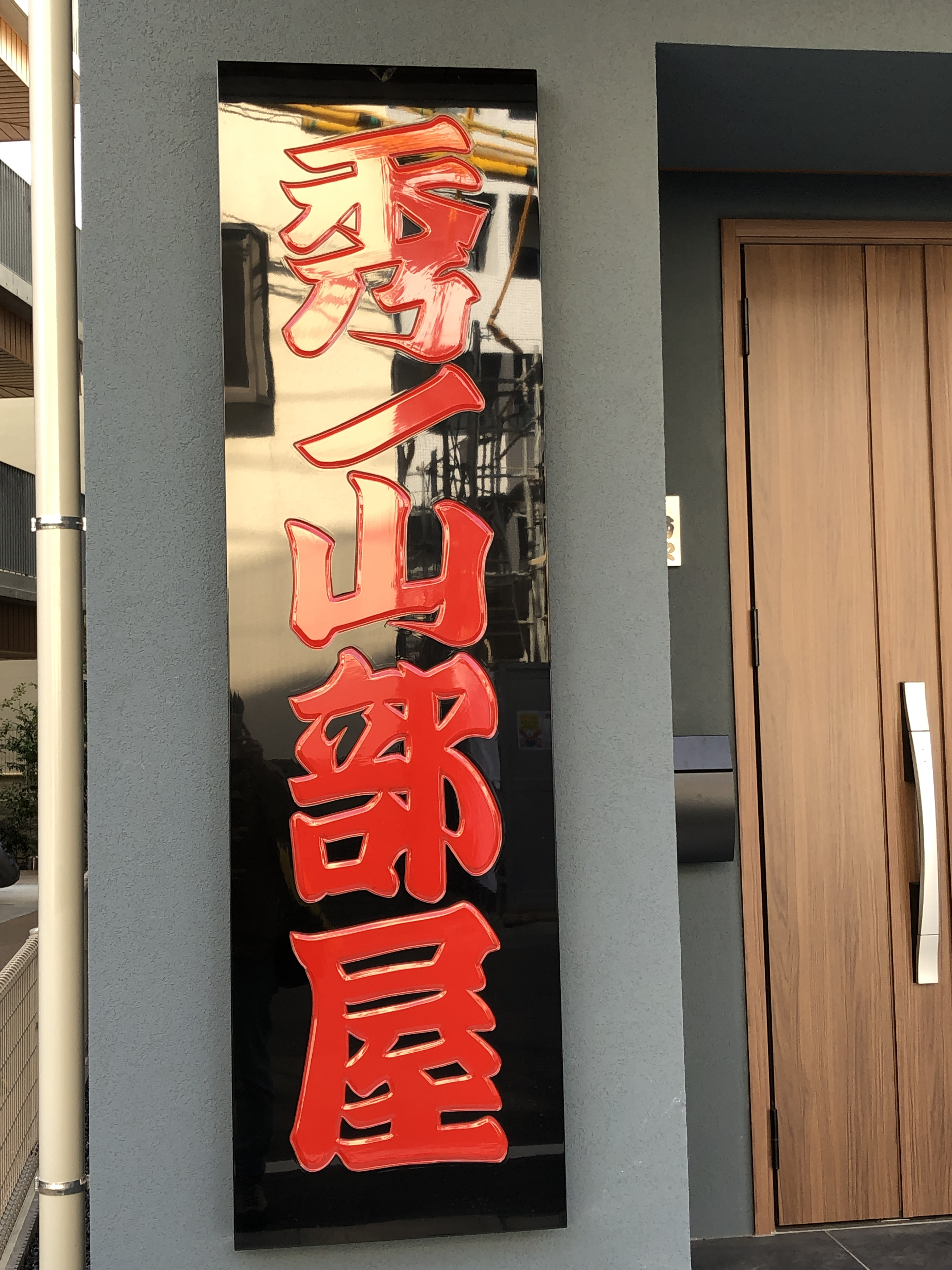
Placa de madera con el nombre del Establo Hidenoyama

El Establo Hidenoyama (秀ノ山部屋, Hidenoyama-beya) es un establo de entrenamiento de sumo profesional. El recinto forma parte del ichimon Nishonoseki. Fue fundado en octubre de 2024 por el ex ōzeki Kotoshōgiku tras independizarse del establo Sadogatake. Para julio de 2025, el establo posee 7 luchadores.

## Historia
Tras el retiro de Kotoshōgiku en noviembre de 2020, este heredó la posición de maestro/anciano Hidenoyama (秀ノ山), convirtiéndose en entrenador dentro del establo Sadogatake. En mayo de 2023, Kotoshōgiku anunció su intención de fundar un establo propio en 2024, y en septiembre de ese mismo año, el gabinete de directores de la Asociación Japonesa de Sumo confirmó la autorización para que Kotoshōgiku crease su establo el 19 de octubre de 2024. Al principio del proceso, se anunció que cuatro luchadores de bajo rango del establo Sadogatake, todos clasificados en la división jonidan, se incorporarían al nuevo establecimiento, motivados por el vínculo creado con Hidenoyama, el cual había estado a cargo de entrenar a los jóvenes reclutas del establo Sadogatake. Al momento de su fundación, el establo reestableció el nombre Hidenoyama en el mundo del sumo por primera vez en 110 años.
Ubicado en Higashimukōjima, dentro del barrio especial de Sumida, el nuevo heya tuvo su ceremonia de inicio de obras en noviembre de 2023, finalizando su construcción en noviembre de 2024. Su ceremonia de inauguración oficial se llevó a cabo en abril de 2025 en presencia de los dos directores pertenecientes al ichimon Nishonoseki, Takadagawa y Sadogatake. El establecimiento tiene cinco pisos, el primero funge como área de entrenamiento mientras que el segundo aloja los espacios de comedor y baño. En el tercer piso están alojados los dormitorios y las habitaciones privadas para los sekitori, el cuarto piso esta equipado con un gimnasio y una oficina. El quinto piso aloja el apartamento privado del maestro y su familia. El ring del establo fue diseñado para ser visto desde la residencia de ancianos adyacente. La placa de la entrada esta elaborado en ciprés y además posee un lacado wajima-nuri de color rojo para así espantar a los malos espíritus. Originalmente, la placa fue ensamblada en Wajima, prefectura de Ishikawa, pero tuvo que ser guardada en el taller del artesano tras el Terremoto de Noto de 2024.
Para poder fortalecer a sus luchadores, Hidenoyama anunció, tan pronto como fundó su establo, que contrataría a un cocinero para preparar las comidas, evitando así que sus discípulos dejasen la sesión de entrenamiento para cocinar los alimentos ellos mismos. El régimen de entrenamiento también ha sido adaptado para limitar los períodos de agotamiento físico. En adición, el establo también ha contratado a dos entrenadores personales, ambos ex rikishi, para así acompañar al maestro durante las sesiones y educar a los reclutas en la etiqueta del sumo profesional.
En preparación para el último torneo de 2024, Hidenoyama anunció su intención de crear un campamento de giras en su ciudad natal de Yanagawa, prefectura de Fukuoka.
En octubre de 2024, el establo creó su primer canal de YouTube con el objetivo de expandirse a una audiencia más grande, y para tranquilizar a los padres de los jóvenes aprendices.

## Dueños
- Hidenoyama Kazuhiro (iin, ex ōzeki Kotoshōgiku)

## Luchadores activos destacados
- Ninguno

## Ubicación y acceso
4-2-10 Higashimukōjima, barrio especial de Sumida, Tokio. A 10 minutos caminando desde la Estación Higashi-Mukōjima (Línea Tōbu Skytree)